# Bourbon-Lancy
Bourbon-Lancy település Franciaországban, Saône-et-Loire megyében. Lakosainak száma 4656 fő (2022. január 1.). Bourbon-Lancy Beaulon, Garnat-sur-Engièvre, Chalmoux, Gilly-sur-Loire, Lesme, Maltat, Mont, Saint-Aubin-sur-Loire és Vitry-sur-Loire községekkel határos.

## Népesség
A település népességének változása:
| Lakosok száma | 5128 | 5054 | 5123 | 4927 | 4820 | 4713 | 4684 | 4663 | 4656 |
|               | 2013 | 2015 | 2016 | 2017 | 2018 | 2019 | 2020 | 2021 | 2022 |